# Gary Oak
Gary Oak är en fiktiv figur från Pokémon-serien, och är Ash Ketchums rival. Hans farfar eller morfar är professor Oak. Hans första Pokémon är Squirtle.
Han är baserad på figuren Blue från spelserien, som är antagonist i Pokémon Röd, Blå, Yellow, Firered och Leafgreen. Hasse Jonsson har gjort hans svenska röst i anime-serierna.

## Biografi
Gary är tio år gammal, liksom Ash. De var både vänner och grannar när de var små, men gick skilda vägar efter att de upptäckt sin förtjusning för Pokémon och blev rivaler. Gary är självsäker och arrogant då han är professor Oak's barnbarn. Han verkar alltid vara minst två steg före Ash i sin Pokémon-resa och passar alltid på att reta honom.
När Ash och Gary möts utanför Viridian City visar Gary upp sina tio nålar, vilket är två fler än vad han behöver för att komma in till Indigo League. Ash har bara sju. Även om Gary har fler än han behöver vill han ändå möta Giovanni. Gary ska visa Giovanni hur en riktig Pokémon-tränare slåss. Gary besegrar Giovannis Golem och Kingler ganska fort, men då släpper Giovanni ut sin allra starkaste Pokémon, Mewtwo, som genast besegrar Garys två Pokémon och dessutom slår Gary och hans cheerleaders så att de förlorar medvetandet. Detta är det första kända tillfället där Gary förlorat en strid, utöver de tillfällen då Ash besegrat honom.
Gary är en av de få karaktärer i serien som har en personlighet som utvecklas. Han mognar allt eftersom serierna fortskrider och han blir vänligare och ödmjukare. Garys attityd till Ash förändras efter att Ash besegrat honom i Orange League. Han lämnar sina cheerleaders och sin röda bil och börjar resa ensam. Slutligen blir han Pokémon-forskare. Hans rivalitet upphör när han reser till Johto. De konkurrerar inte längre om samma mål, utan blir vänner.